# Руда-Пільчицька
Руда-Пільчицька (пол. Ruda Pilczycka) — село в Польщі, у гміні Слупія Конецька Конецького повіту Свентокшиського воєводства.
Населення — 423 особи (2011).
У 1975-1998 роках село належало до Келецького воєводства.

## Демографія
Демографічна структура на день 31 березня 2011 року:
|          | Загалом | Допрацездатний вік | Працездатний вік | Постпрацездатний вік |
| -------- | ------- | ------------------ | ---------------- | -------------------- |
| Чоловіки | 273     | 25                 | 216              | 32                   |
| Жінки    | 150     | 34                 | 75               | 41                   |
| Разом    | 423     | 59                 | 291              | 73                   |